# Sportverein Mattersburg 2015-2016
Questa pagina raccoglie i dati riguardanti lo Sportverein Mattersburg nelle competizioni ufficiali della stagione 2015-2016.

## Rosa
| N. |                     | Ruolo | Calciatore          |
| -- | ------------------- | ----- | ------------------- |
| 1  | Austria (bandiera)  | P     | Thomas Borenitsch   |
| 2  | Lettonia (bandiera) | D     | Vitālijs Maksimenko |
| 3  | Austria (bandiera)  | C     | Peter Hawlik        |
| 4  | Austria (bandiera)  | D     | Nedeljko Malić      |
| 6  | Austria (bandiera)  | D     | Philipp Erhardt     |
| 7  | Austria (bandiera)  | C     | Alexander Taschner  |
| 8  | Austria (bandiera)  | D     | Alois Höller        |
| 9  | Austria (bandiera)  | A     | Ingo Klemen         |
| 10 | Spagna (bandiera)   | C     | Jano                |
| 11 | Austria (bandiera)  | A     | Alexander Ibser     |
| 12 | Austria (bandiera)  | A     | Karim Onisiwo       |
| 13 | Austria (bandiera)  | A     | Florian Templ       |
| 14 | Austria (bandiera)  | C     | Dominik Doleschal   |
| 15 | Austria (bandiera)  | C     | Sven Sprangler      |
| 16 | Austria (bandiera)  | C     | Mario Grgić         |

| N. |                    | Ruolo | Calciatore         |
| -- | ------------------ | ----- | ------------------ |
| 17 | Austria (bandiera) | D     | Patrick Farkas     |
| 18 | Austria (bandiera) | D     | Lukas Rath         |
| 19 | Austria (bandiera) | C     | Manuel Prietl      |
| 20 | Austria (bandiera) | C     | Michael Perlak     |
| 21 | Austria (bandiera) | P     | Markus Kuster      |
| 22 | Austria (bandiera) | P     | Markus Böcskör     |
| 23 | Austria (bandiera) | D     | Julius Ertlthaler  |
| 24 | Austria (bandiera) | P     | Julian Rosenstingl |
| 25 | Austria (bandiera) | D     | Michael Novak      |
| 26 | Spagna (bandiera)  | D     | Fran               |
| 27 | Austria (bandiera) | C     | Thorsten Röcher    |
| 28 | Austria (bandiera) | D     | David Lechner      |
| 29 | Austria (bandiera) | D     | Christoph Leitgeb  |
| 30 | Austria (bandiera) | P     | Bernhard Unger     |
| 31 | Austria (bandiera) | D     | Thorsten Mahrer    |
| 32 | Austria (bandiera) | A     | Markus Pink        |
| 33 | Austria (bandiera) | A     | Patrick Bürger     |

### Staff tecnico
| Allenatore:              | Ivica Vastić                    |
| Allenatore in seconda:   | Markus Karner                   |
| Allenatore dei portieri: | Leo Martinschitz Markus Böcskör |
| Medico sociale:          | Prof. Dr. Ernst Schopp          |
| Manager sportivo:        | Franz Lederer                   |
| Massaggiatore:           | Gerald Popovits                 |